# Pak Hi-jong
Pak Hi-jong (korejsky 박 희용, anglický přepis: Park Hee-yong; * 27. července 1987) je jihokorejský reprezentant v ledolezení, mistr světa a vítěz světového poháru, v ledolezení na obtížnost. Také mistr Asie v ledolezení na obtížnost i rychlost.

## Výkony a ocenění
- několikanásobný vítěz MS, SP i MA v ledolezení

### Závodní výsledky
| Mistrovství světa v ledolezení | Mistrovství světa v ledolezení | Mistrovství světa v ledolezení | Mistrovství světa v ledolezení | Mistrovství světa v ledolezení | Mistrovství světa v ledolezení | Mistrovství světa v ledolezení |
| Rok                            | 2007                           | 2009                           | 2011                           | 2013                           | 2015                           | 2017                           |
| ------------------------------ | ------------------------------ | ------------------------------ | ------------------------------ | ------------------------------ | ------------------------------ | ------------------------------ |
| Obtížnost                      | —                              | 9                              | 1                              | 3                              | 2                              | 1                              |

| Světový pohár v ledolezení | Světový pohár v ledolezení | Světový pohár v ledolezení | Světový pohár v ledolezení | Světový pohár v ledolezení | Světový pohár v ledolezení | Světový pohár v ledolezení | Světový pohár v ledolezení | Světový pohár v ledolezení | Světový pohár v ledolezení | Světový pohár v ledolezení | Světový pohár v ledolezení | Světový pohár v ledolezení | Světový pohár v ledolezení | Světový pohár v ledolezení | Světový pohár v ledolezení |
| Rok                        | 2007                       | 2008                       | 2009                       | 2010                       | 2011                       | 2012                       | 2013                       | 2014                       | 2015                       | 2016                       | 2017                       | 2018                       | 2019                       | 2020                       | 2023                       |
| -------------------------- | -------------------------- | -------------------------- | -------------------------- | -------------------------- | -------------------------- | -------------------------- | -------------------------- | -------------------------- | -------------------------- | -------------------------- | -------------------------- | -------------------------- | -------------------------- | -------------------------- | -------------------------- |
| Obtížnost                  | 22                         | 4                          | 2                          | 2                          | 1                          | 3                          | 1                          | 2                          | 2                          | 2                          | 1                          | 18                         | 2                          | 6                          | 2                          |
| jednotlivě* (10/14/15)     | -, -,9                     | 8, · 5,                    | 7, · 9,                    | -,, · ,                    | , · ,                      | ,8, · ,7, ·                | , · , ·                    | , · , ·                    | , · 25,, ·                 | 4,, · 5,                   | 6,, · , ·                  | -,-,-, · ,-                | ,8, · 6,, · ,4             | ,5,18                      | ,,4                        |

* poznámka: napravo jsou poslední závody v roce
| Mistrovství Asie v ledolezení | Mistrovství Asie v ledolezení | Mistrovství Asie v ledolezení | Mistrovství Asie v ledolezení | Mistrovství Asie v ledolezení |
| Rok                           | 2016                          | 2018                          | 2020                          | 2023                          |
| ----------------------------- | ----------------------------- | ----------------------------- | ----------------------------- | ----------------------------- |
| Obtížnost                     | 1                             | 1                             | 6                             | 1                             |
| Rychlost                      | 1                             | —                             | 10                            | —                             |

### Skalní ledolezení
- 2014: Ironman, M14, Švýcarsko

### Expedice
- 2008: Adil Peak (6 200 m n. m.), Pákistán, první výstup
- 2009: Trango Tower, Pákistán
- 2011: Mount Hunter, The North Buttress (Yosemity, Kalifornie, USA)